# Hermann Volk
Hermann Volk, nemški rimskokatoliški duhovnik, škof in kardinal, * 27. december 1903, Steinheim, † 1. julij 1988.

## Življenjepis
2. aprila 1927 je prejel duhovniško posvečenje.
3. marca 1962 je bil imenovan za škofa Mainza, potrjen je bil 25. marca in škofovsko posvečenje je potekalo 5. junija istega leta.
5. marca 1973 je bil povzdignjen v kardinala in imenovan za kardinal-duhovnika Ss. Fabiano e Venanzio a Villa Fiorelli.
Upokojil se je 27. decembra 1982.